# Эпизод с двумя частями
«Эпизод с двумя частями» (англ. The One with Two Parts) — название двух серий первого сезона сериала «Друзья», транслируемого на канале NBC. Первая часть имеет порядковый номер 16, вторая — 17. Впервые показаны 23 февраля 1995 года.
В данной серии впервые появляется сестра-близнец Фиби Урсула, в которую влюбляется Джоуи. Чендлер не может уволить привлекательную сотрудницу, а Росс ходит на курсы будущих родителей вместе с Кэрол и Сьюзен. Во второй части Моника и Рэйчел мухлюют с медицинской страховкой и знакомятся с докторами.
Серии примечательны тем, что являются кроссоверами с такими сериалами как «Без ума от тебя» (появление героев Хэлен Хант и Лейлы Кензл) и «Скорая помощь» (герои Джорджа Клуни и Ноа Уайли).
В рейтинге всех 236-ти серий первая и вторая части данного эпизода занимают 84 и 65 места соответственно.

## Сюжет

### Часть 1
Чендлер и Джоуи сидят в ресторане «У Риффа» и ожидают заказа, они замечают официантку похожую на Фиби. Парни пытаются с ней поговорить и сделать заказ, но девушка отвечает пространно и будто не работает официанткой. Позже ребята понимают, что это сестра-близнец Фиби — Урсула.
В центральной кофейне Росс жалуется друзьям на свою обезьяну Марселя, ему кажется, что обезьянка специально вредничает. Приходят Чендлер и Джоуи и рассказывают об Урсуле, выясняется, что Фиби не ладит со своей сестрой с детства и сейчас они практически не общаются. Россу нужно на собрание будущих родителей по технике Ламаза и он нервничает, что кроме него и Кэрол, там будет и Сьюзен.
На работе Чендлеру приходится отчитывать симпатичную сотрудницу Нину, чуть позже начальник Чендлера сообщает о сокращении штата и, что Чендлеру придется уволить Нину.
В квартире Моники Марсель умудряется переключить язык телевизора на испанский. Росс переживает, что Марсель его не слушается. Моника ругает Рэйчел за то, что та до сих пор не сняла рождественские гирлянды с балкона. Приходит Джоуи, похоже, что он влюбляется в Урсулу. Ребята советуют ему поговорить об этом с Фиби; та в замешательстве, но не запрещает Джоуи встречаться с сестрой.
Росс снова приходит на класс будущих родителей, но Кэрол не смогла прийти. Ему приходится общаться со Сьюзен. Они спорят, кто должен изображать «мамочку», роль выпадает Россу.
Чендлер никак не может уволить Нину, вместо этого он завязывает с ней отношения, а начальнику говорит, что Нина сумасшедшая и увольнение выбьет ее из колеи.
В Центральную кофейню случайно заходят две женщины (Джейми и Френ), они замечают Фиби и принимают ее за Урсулу. Они пытаются сделать заказ у Фиби, но т.к. та не работает здесь и не знает их, вскоре уходит (разговор похож на разговор Урсулы с Джоуи и Чендлером).
В квартире Моники и Рэйчел девушки ругают Чендлера за то, что он до сих пор не уволил Нину. Приходит сосед снизу — Мистер Хекклс, он жалуется на шум сверху и говорит, что это мешает его кошкам, которых на самом деле нет. У сестёр Буффэ скоро день рождения, Джоуи решил подобрать кофту для Урсулы. Фиби сердится и они ссорятся с Джоуи.
На курсах родителей Кэрол осознает, что ей скоро рожать, она волнуется, но Сьюзен её успокаивает. Однако теперь Росс начинает волноваться, что ему скоро быть отцом, а он даже Марселя воспитать не может.
Нина приходит к Чендлеру и спрашивает, почему все смотрят на неё как на сумасшедшую. Чендлер снова начинает нервничать и говорит, что Нину ждёт повышение, но секретарша спрашивает про психологический портрет для дела сотрудницы и Чендлеру приходится все рассказать. В конце концов, Нина ударяет его степлером.
Фиби нервничает из-за Джоуи и Урсулы, она рассказывает друзьям как Урсула всю жизнь все ей портила: в детстве — игрушечный термос, а в юности она бросила хорошего друга Фиби и тот не мог больше общаться ни «с кем, кто хоть как-то похож на Урсулу». Теперь она боится, что то же самое произойдет с Джоуи.
Рэйчел решает все-таки снять гирлянды с балкона, но поскальзывается и падает с балкона, она застревает в гирлянде и висит за окном мистера Хэкклса, взывая о помощи.

### Часть 2
Моника приводит Рэйчел в больницу, похоже, что та растянула лодыжку. Девушки заполняют анкету и выясняется, что у Рэйчел нет медицинской страховки. Она просит Монику записать данные своей страховки. В палате Моника и Рэйчел знакомятся с красивыми докторами: Митчелом и Розеном, но им не сладко в общении, так как девушкам пришлось «поменяться личностями» из-за страховки.
В кофейне Росс рассказывает парням свой сон: он играет в футбол, но вместо мяча — его будущий сын. Парни успокаивают Росса, утверждая, что он будет хорошим отцом. Джоуи хочет пригласить Урсулу в очень дорогой ресторан «Rainbow room» на её день рождения, Чендлер спрашивает, что на счёт Фиби, ведь у неё тоже день рождения (об этом Джоуи не подумал); он думает, что та должна его понять.
Ребята устраивают вечеринку-сюрприз для Фиби. Они принимают Росса за именинницу, тот пугается и роняет именинный торт. Все рассматривают остатки от десерта и в это время заходит Фиби. Сюрприз не получился, но она все равно рада, однако расстраивается когда обнаруживает отсутствие Джоуи.
Росс обедает со своим отцом в ресторане, он пытается понять, какого это быть отцом, и просит совета у своего. Тот рассказывает, что почувствовал себя отцом, когда Росс впервые схватил его за палец.
Моника и Рэйчел ждут красивых докторов у себя в квартире: у них двойное свидание. Вечер идет наперекосяк, когда Моника хочет рассказать правду. Девушки начинают ссориться и высказывают своё мнение о недостатках друг друга, используя свои «фиктивные личности»: Моника начала с того, что сбежала из-под алтаря, затем, что она избалованная и в детстве писала в кровать, а Рэйчел с того, что ей нравится работать шеф-поваром, потому что можно покомандовать, что в школе она была очень толстой, и что она выставляет грудь, чтобы привлечь парней. Раздается спасительный для докторов телефонный звонок — это отец Рэйчел. Моника берет трубку и рассказывает, как она (т.е. Рэйчел) в школе спала с Билли Дрестоном пряма в родительской кровати.
На следующий день девушкам звонят из регистратуры — в анкете ошибка. Рэйчел решает больше не мухлевать со страховкой. Они идут в больницу чтобы записать настоящие данные.
Урсула динамит Джоуи, тот расстроен. Фиби решила поговорить с сестрой, она идет к ней на работу в кафе. В честь дня рождения, Фиби дарит сестре детский термос (такой же как тот, что она разбила в девстве), а Урсула дарит кофту, подаренную Джоуи. Урсула объясняет, что больше не хочет встречаться с Джоуи.
Парни играют в эрудит, обсуждая отцовство Росса. Они обнаруживают, что Марсель проглотил одну из букв и мчатся в больницу. В той же больнице они встречают Монику и Рэйчел, но администратор не принимает животных, ведь это не ветеринария. Спасти питомца вызывается доктор Митчел.
Фиби решает притвориться Урсулой и приглашает Джоуи в Центральную кофейню, чтобы расстаться. Джоуи в замешательстве, решает, что это из-за дружбы с Фиби, та соглашается с его теорией. На прощание Джоуи целует девушку и понимает, что это Фиби. Друзья мирятся.
В больнице друзья переживают за Марселя. Чендлер утверждает, что Росс поступил очень по-отцовски — он спас своего подопечного. Марсель отходит от наркоза и хватает Росса за палец, тот радуется и приобретает уверенность.
Все ребята в сборе в квартире Моники, они говорят по-испански и обсуждают уродливого голого мужика за окном.

## В ролях

### Основной состав
- Дженнифер Энистон — Рэйчел Грин
- Кортни Кокс — Моника Геллер
- Лиза Кудроу — Фиби Буффе, Урсула Буффе
- Мэтт Леблан — Джоуи Триббиани
- Мэттью Перри  — Чендлер Бинг
- Дэвид Швиммер — Росс Геллер

### Эпизодические роли
- Хэлен Хант — Джейми Стемпл-Бакман;
- Лейла Кензл — Френ Деваноу;
- Эллиот Гулд — Джек Геллер;
- Джейн Сибетт — Кэрол Уиллик;
- Джесика Хект — Сьюзен Банч;
- Ларри Ханкин — мистер Хэкклз;
- Дориен Уилсон — мистер Дуглас, начальник Чендлера;
- Дженнифер Грант — Нина Букбайнер, сотрудница Чендлера;
- Мишель Ламар Ричардс — учитель курсов будущих родителей;
- Алайна Рид Холл — администратор в регистратуре;
- Джордж Клуни — доктор Майкл Митчел;
- Ноа Уайли — доктор Джеффри Розен;
- Патти Тиффани — женщина на курсах;

## Приём
Так как данный эпизод состоит из двух частей, а в промежутке между ними показывался эпизод из сериала «Без ума от тебя», то части имеют разные рейтинги. Так например, в оригинальном вещании (США) первую часть просмотрели 26,1 млн. человек, а в рейтинге, составленном Digital Spy, среди всех 236-ти серий сериала данный эпизод занимает 84 место. В то время как, вторая часть оказалась более популярна: просмотры составили 30,5 миллионов телезрителей, а в рейтинге серий эпизод получил 65 строчку.

## Культурные отсылки
- Бар, в котором сидят Джоуи и Чендлер — это тот же бар, что и в сериале «Как я встретил вашу маму».[6]
- В первой части появляются герои телесериала «Без ума от тебя» — Джейми Бакман (Хелен Хант) и Френ Деваноу (Лейла Кензл). Они часто сидят в кафе, где работает Урсула Буффе (Лиза Кудроу также играет её в «Без ума от тебя») и, появившись в Central perk, принимают Фиби за Урсулу. Примечательно, что между двумя эпизодами «Друзей», в тот вечер транслировался и эпизод «Без ума от тебя». Во второй части появляются доктора Митчел и Розен (Клуни и Уайли), которые играют докторов (Дага Росса и Джона Картера, соответственно) в сериале «Скорая помощь».[7]
- В данной серии много упоминаний телевизионных шоу: ребята смотрят сериал «Лаверна и Ширли» (англ. Laverne и Shirley), комедию, которая транслировалась с 1976 по 1983 год и режиссировалась Джеймсом Берроузом, который создал более десятка эпизодов и в «Друзьях». Росс упоминает, что Марсель любит смотреть «Jeopardy!». Испанский язык достался сериалу «Love Connection»[7].